# 田口掬汀
田口 掬汀（たぐち きくてい、1875年1月18日 - 1943年8月9日）は、日本の小説家、劇作家、美術評論家である。本名は田口 鏡次郎（たぐち きょうじろう）。息子に画家の田口省吾、孫に小説家の高井有一。

## 人物・来歴
1875年（明治8年）1月18日、秋田県仙北郡角館町（現在の同県仙北市角館町）に生まれる。。
角館の小学校を卒業し、商家に奉公するなどして、1900年（明治33年）ころ、雑誌『新声』への投稿が認められて上京、佐藤義亮の新声社（新潮社の前身）に入社。編集・記者業務に従事する傍ら創作活動を開始した。
1903年（明治36年）朝報社に入社。1904年『萬朝報』に小説『女夫波』を連載、1905年『伯爵夫人』を連載、これらの家庭小説で人気作家となった。日本における本格的な映画製作が始まった1909年（明治42年）以降、これらは映画化されている。
川上音二郎一座の大阪・帝国座で座付作者に就任し、『怪光』、『日本の恋』等の戯曲を手がけた。
1915年（大正4年）日本美術学院から美術雑誌『中央美術』を創刊。翌1916年結城素明、鏑木清方、吉川霊華、平福百穂、松岡映丘に呼びかけ、会合を開き美術団体「金鈴社」を結成、中央美術展覧会を創設。1926年に開館した東京府美術館（東京都美術館の前身）の経営にもかかわる。
1943年（昭和18年）死去。満68歳没。墓所は仙北市の西覚寺。孫の高井有一が掬汀を描いた小説『夢の碑』を書いている。

## 著書
国立国会図書館蔵書。
- 『片男波』新声社、1901年7月
- 『幻影』新潮社、1905年7月
- 『極楽村』新潮社、1905年8月
- 『情の人』隆文館、1905年9月
- 『新生涯』金色社、1905年1月
- 『女夫波』金色社、1904-1905年
- 『心の波』東京堂、1906年
- 『伯爵夫人』私家版、1905-1906年
- 『悲劇熱血』日高有倫堂、1907年6月
- 『黒風』春陽堂、1906-1907年
- 『怪光』不振会、1908年6月
- 『追恨』日高有倫堂、1908年1月
- 『魔詩人』精華堂、1908年1月
- 『独木舟』日高有倫堂、1908年9月
- 『二葉草』日高有倫堂、1909年1月
- 『猛火』日高有倫堂、1909年6月
- 『新喜劇』日高有倫堂、1910年10月
- 『伯爵夫人 終編』日高有倫堂、1910年6月
- 『家の柱』日高有倫堂、1911年7月
- 『第一人』春陽堂、1911年10月
- 『北の国』日高有倫堂、1912年
- 『明の空』献文堂、1915年
- 『ふたおもて 前編』新潮社、1916年

- 『明治文学全集 93』女夫波、筑摩書房、1969年

## 翻訳
- 『婦人は結婚すべき乎』エルンスト・フォン・ウォルツォゲン（en:Ernst von Wolzogen）千葉秀浦共訳、新声社、1902年9月

## フィルモグラフィ
小説の映画化一覧。すべて原作。
- 『女夫波』 : 監督不明、主演中野信近、吉沢商店、1909年
- 『天風組』 : 監督不明、主演村田正雄、吉沢商店、1911年
- 『ルイズの最後』 : 監督不明、横田商会、1912年
- 『ルイズの最後』 : 監督小口忠、日活向島撮影所、1915年
- 『女夫波』 : 監督細山喜代松、日活向島撮影所、1915年
- 『女夫浪』 : 監督曾根純三、新興キネマ、1933年

## 註
1. 1 2 3 4 5 6 7 8 9 10 11  田口掬汀、『講談社 日本人名大辞典』、講談社 / 『美術人名辞典』、思文閣 / 百科事典マイペディア、日立システムアンドサービス、コトバンク、2009年12月2日閲覧。
2. ↑  OPAC NDL 検索結果、国立国会図書館、2009年12月2日閲覧。